# Senza confini (miniserie televisiva 2001)
Senza confini, nota anche come Senza confini - Storia del commissario Palatucci, è una miniserie televisiva di coproduzione italiana e slovena.

## La fiction
La miniserie narra le vicende di Giovanni Palatucci prima commissario di polizia a Genova e a Fiume, poi vice questore e ultimo questore di Fiume italiana. Nominato dopo la sua morte "Giusto fra le Nazioni" per aver salvato molti ebrei stranieri e italiani.

## Trama
Giovanni Palatucci è un commissario di polizia di Genova che per un'intervista rilasciata in un giornale locale, procura uno scandalo nella polizia genovese del 1938. Per questo viene trasferito a Fiume dove verrà assegnato all'ufficio stranieri. Li dovrà vedersela con i profughi che dai Balcani arrivano in Italia, quasi tutti ebrei. Dopo l'armistizio dell'8 settembre 1943 inizierà un iter di salvataggio di vite tramite falsi documenti e fughe oltre confine svizzero per i profughi e per gli abitanti ebrei di Fiume e del Friuli-Venezia Giulia. Nel 1944 viene nominato Questore di Fiume e sarà l'ultimo questore italiano per la città istriana. Si affiderà ad un movimento indipendentista fiumano per Fiume Indipendente durante l'occupazione tedesca della città. Farà espatriare la donna ebrea che ama in Svizzera con documenti importanti. Verrà scoperto dai nazisti, arrestato e deportato al campo di concentramento di Dachau dove morirà di stenti nel 1945 prima della liberazione.